# All Men Are Mortal
All Men Are Mortal és una pel·lícula de 1995 de coproducció britànica, francesa i neerlandesa rodada en anglès, dirigida per Ate de Jong i protagonitzada per Irène Jacob, Stephen Rea i Marianne Sägebrecht. Es basa en la novel·la Tous les hommes sont mortels (1946) de Simone de Beauvoir.

## Sinopsi
París, al final de la Segona Guerra Mundial. Fosca, un home que manifiesta tenir 700 anys i estar maleït amb la immortalitat, intenta declarar el seu amor etern a Regina, una actriu egocèntrica i deprimida en hores baixes.

## Repartiment
- Irène Jacob com a Regina
- Stephen Rea com a Fosca
- Marianne Sägebrecht com a Annie
- Colin Salmon com a Chas
- Maggie O'Neill com a Florence
- John Nettles com a Sanier
- Steve Nicolson com a Laforet
- Jango Edwards com Adelson
- Derek de Lint com a Bertus
- Chiara Mastroianni com a Françoise
- David Healy com a productor de pel·lícules
- Michael Gaunt com a alcalde de Rouen
- George Raistrick com a cap de policia
- Jane Wymark com a Gertrude, l'actriu
- Terence McGinity com a Claudius, l'actor
- Flóra Kádár com a vella